# Kamisese Mara
Kamisese Mara (Lomaloma, 6 maggio 1920 – Suva, 18 aprile 2004) è stato un politico figiano, Presidente della repubblica delle Figi dal 1993 al 2000, dopo essere stato Primo Ministro dal 1967 al 1970, Primo ministro dal 1970 al 1992 (con una brevissima interruzione nel 1987).
Diventa il terzo Tui Lau.